# Vadzsrajána

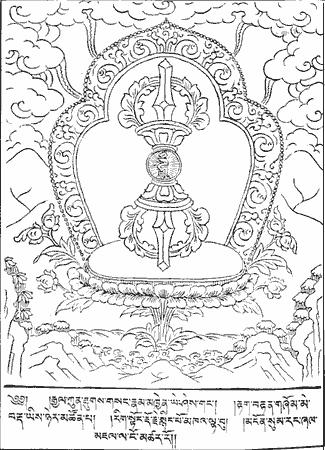
A vadzsra, a vadzsrajána buddhizmus legfőbb jelképe

A vadzsrajána buddhizmus (Dévanágari írással: वज्रयान; szanszkrit: mennykő- vagy gyémánt jármű, mongolul: Очирт хөлгөн, ocsirt hölgön; más néven: tantrikus buddhizmus, tantrajána, mantrajána, titkos mantra vagy ezoterikus buddhizmus) a mahájána buddhizmus tantrikus változata, egy összetett és sokarcú, ezoterikus, buddhista gondolati és gyakorlati rendszer, amely néhány évszázad alatt alakult ki, sok következetlenséget és eltérő nézeteket tartalmaz. Követői a mahájána szútra-formájának, a szútrajána  magasabb szintjének tartják a vadzsrajánát, amennyiben a létforgatagból (szamszára) történő megszabadulás (móksa) gyorsabban érhető el segítségével.  A köznyelvben tantrikus vonatkozásai miatt  tévesen a tibeti buddhizmust is szokás vadzsrajánának nevezni, azonban az mindhárom utat (mahájána, hínajána, vadzsrajána) tanítja. Filozófiájában a mahájánát követi, a gyakorlata azonban attól eltérő.
Fő írásaikat tantráknak nevezik. A vadzsrajána buddhizmus egyik megkülönböztető eleme a rituálé, amelyet alternatív módszerként használnak  a korábbi absztrakt meditációk helyett.
Az indiai vadzsrajána buddhizmust az indiai buddhizmus ötödik vagy legutolsó időszakának tekintik. Annak ellenére, hogy az első tantrikus buddhista szövegek Indiában jelentek meg a 3. századtól egészen a 12. századig, a tudósok (pl. Hirakawa Akira) szerint csak a 6-7. században jött létre. A vadzsrajána kifejezést pedig csupán a 8. században használták először. Ekkor már a bihári és bengáli Pála-dinasztia (760–1142) által alapított nagy indiai egyetemek a tan központjává váltak. Később innen is került át Tibetbe a buddhizmussal együtt.
A vadzsrajána szövegek szerint a vadzsrajána kifejezés a megvilágosodáshoz vezető három út egyikére utal. A másik kettő a  hínajána és a mahájána. A buddhista tantra elsősorban a mahájána tanokon fejlődött ki. A vadzsrajánát, vagy tantrikus buddhizmust „gyors út”-nak is nevezik, mivel hívői szerint a buddhaság eléréséhez ez az út vezet el a leggyorsabban. A cél, vagyis az újjászületésektől való megszabadulás (móksa) nem öncélú, az iskola tanítása szerint minél hamarabb éri el a tanítvány a megszabadulást, annál hamarabb lehet embertársai segítségére.
A 8. században vezették be Tibetbe a mahájána és tantrajána (vagy vadzsrajána) hagyományait az észak-indiai buddhizmus híres mesterei. Innen terjedt tovább Bhutánba és Mongóliába, ahol a mai napig fennmaradtak  szinte teljes körűen  a tantrikus tanítások a Kandzsúr és a Tandzsúr kanonizált szövegeinek köszönhetően. A tibeti hagyomány  megtalálható a himalájai Ladak tartományban  (Északnyugat-India), Szikkimben (Északkelet-India) és Nepálban.  A Mongóliában fennmaradt vadzasrajána gyakorlatilag megegyezik a tibeti hagyománnyal. Kínában és néhány távolabbi országban, mint Korea és Japán, már csak  a vadzsrajána maradványai találhatók.

## A vadzsrajána főbb jellemzői

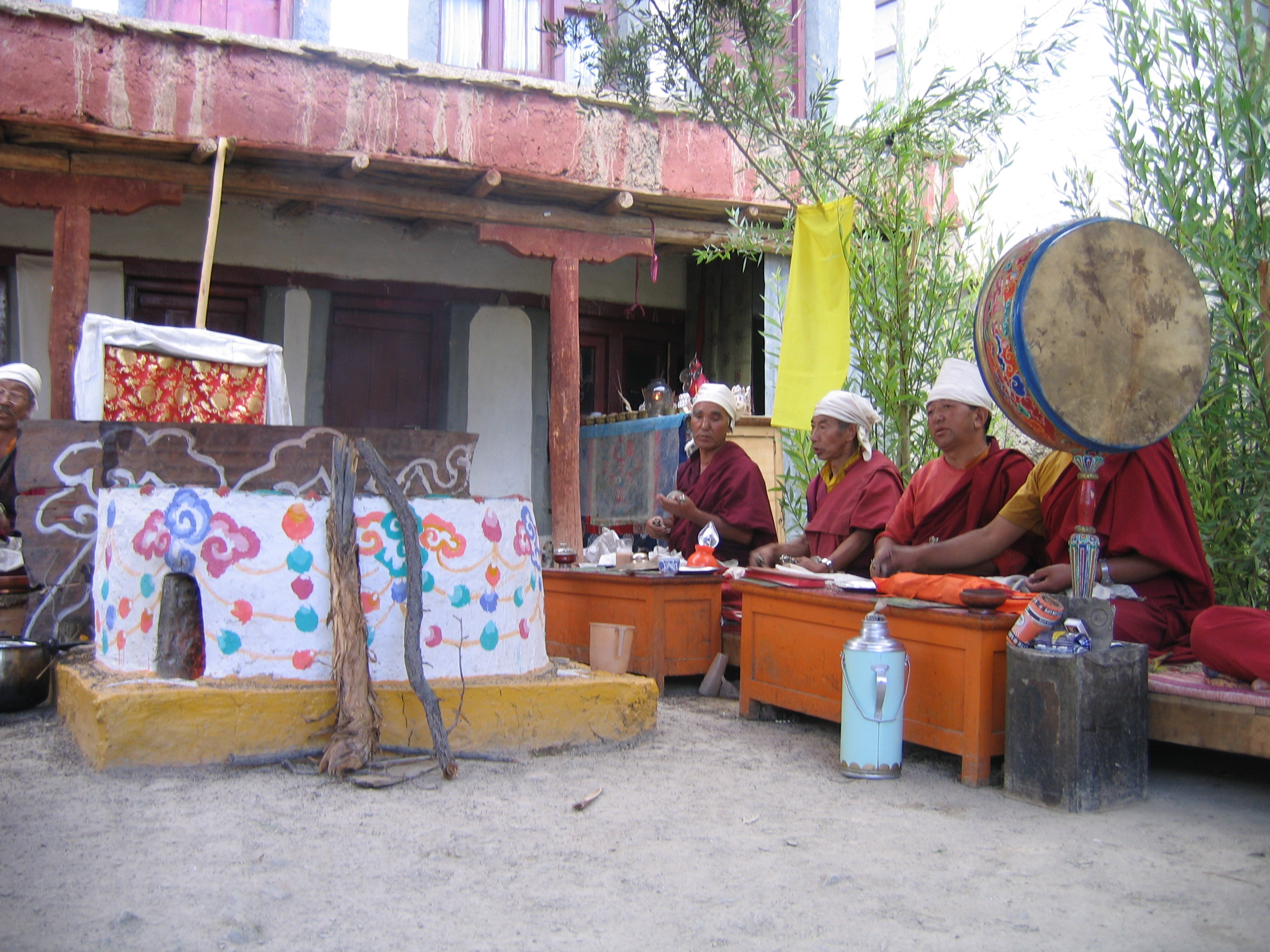
Buddhista ceremónia Ladakban.

A mahájána irányzathoz hasonlóan, a buddhaság elérése  bodhiszattvákon keresztül történik, azaz a gyakorló buddhista az összes élőlény  érdekében törekszik a megszabadulásra. Az egyéb buddhista irányzatoktól mágikus szertartásai különböztetik meg, melyek során a beavatott próbálja az őt körülvevő anyagi világot saját tudatának kivetüléseként értelmezni. A „gyors út” elnevezés onnan származik, hogy a tantrát gyakorló beavatott  még a saját életében megvilágosodjon, ne kelljen végigvárnia életek sokaságának körforgását, mire a felszabadulásig eljut.
A Három drágaság tanításait átértelmezik. Ezekből a Buddha Ékkő  a mesterben, vagy a guruban testet öltő tanító, a Dharma Ékkő a megidézendő, választott istenség, bodhiszattva, akinek mandaláján gyakorló a beavatást kapta, a Szangha Ékkő pedig a dákini, a „némber”  akivel a legközvetlenebb kapcsolatban áll a megvilágosodás elérésének folyamatában.
Az alapvető emberi ösztönök (például vágyakozás, harag, gyűlölet) felhasználásával törekszik a vadzsrajána a bodhiszattva eszmény elérésére.
A hagyományok közötti eltérés nem mindig merev. Például a tibeti buddhista kánonban szereplő szövegek tantrikus szakaszait más hagyományok nem tekintik tantrikusnak. Ilyen például a Szív szútra vagy akár a páli kánonban található szövegek bizonyos verziói is.

### Rituálé
A vadzsrajána buddhizmus egyik megkülönböztető jellemzője a rituálé, vagy rituális mágia, amelyet alternatív módszerként használnak  a korábbi absztrakt meditációk helyett. A beavatott jelképesen eggyé válik a világegyetemmel, és saját fizikai és finomtestének manipulációi révén irányítani képes a körülötte létező valóságot. Mivel a belső énje és a világ azonos, így közvetlen ráhatása van saját átalakulására, testi és legmagasabb rendű szellemi fejlődésére.
A gyakorlatok legmagasabb szintje az ún. anuttara-jóga , amelynek során a jógi a testben létező bonyolult energiarendszer, energiacsatornák  segítségével pszichofizikai energiáit mozgósítani képes. Ehhez a módszerhez bizonyos szexuális vonatkozások is kapcsolódnak. A bódhicsitta felébresztése érdekében a jógi rituálisan közösül az áramló energiát megtestesítő női pólusával, hitvesével, a saktival (=„erő”). Mivel ez  az önmegtartóztatást megkövetelő szerzetesi fogadalom megszegésével jár, a tibeti buddhizmus tantrikus gyakorlata az egyesülési folyamat szimbolikus voltát hangsúlyozza, ahol a sakti nem valós élő személyt, hanem transzcendens bölcsességet jelképez.
Ezeket a gyakorlatokat a 10-11. századig a nyilvánosság elől elzártan, titokban gyakorolták és ez meglehetősen sok félreértésre adott okot. A népi vallásosság szintjén megbélyegezték a vadzsrajána gyakorlóit, rosszindulatot, ártó szándékot tulajdonítottak a tantrikus buddhizmus  híveinek, ezért előfordult, hogy a tantrikus szentélyeket lerombolták, irataikat elégették.

### Cél és motiváció
A spirituális gyakorlatok célja a mahájána és vadzsrajána hagyományoknál az, hogy elérjék a buddhaság szintjét (pl. elérni a teljes megvilágosodást). Ezzel szemben a théraváda gyakorlat kifejezett célja elérni az ún. arhat szintet, ami egy nagyon magas spirituális szint (pl. elérni a megvilágosodást és a nirvána megszabadulását). A mahájána hagyománynál a motiváció rendkívül fontos összetevője a vadzsrajána gyakorlatnál, amely szerint minden gyakorlatot azzal az erőfeszítéssel kell végezni, hogy az ember minden érző lény javára elérje a buddhaiságot (Buddha állapotot).

### Két igazság doktrína
A vadzsrajána a két igazság doktrínáját követi. Az egyik a konvencionális igazság (józan ész), a másik a legvégső igazság, ahogy azt egy megvilágosodott elme látja. A legvégső igazság megtapasztalása a célja a számos vadzsrajána tantrikus technikának.

### Eskü és magaviselet
Általában a vadzsrajána gyakorlói különféle esküket tesznek a jövőbeni viselkedésükkel kapcsolatosan.